# Microscopia eletrônica de transmissão de alta resolução
Microscopia eletrônica de transmissão de alta resolução (HRTEM, do inglês high-resolution transmission electron microscopy) é um modo de obtenção de imagens do microscópio eletrônico de transmissão (MET) que permite a obtenção de imagem da estrutura cristalográfica de uma amostra em uma escala atômica. Devido à sua alta resolução, é uma ferramenta valiosa para estudar as propriedades em nanoescala do material cristalino, como semicondutores e metais. Atualmente, a mais alta resolução obtida é 0,8 angstroms (0,08 nm) com microscópios como o OAM no NCEM. No andamento de pesquisa e desenvolvimento, tais como os esforços no âmbito da microscopia eletrônica de transmissão de aberração corrigida (TEAM, de Transmission Electron Aberration-corrected Microscope) irão em breve levar a resolução do HRTEM a 0,5 Å. Nessas pequenas escalas, átomos individuais e defeitos cristalográficos podem ser observados. Dado que toda estrutura cristalina é tridimensional, pode ser necessário combinar vários pontos de vista do cristal, tomados de diferentes ângulos, em um mapeamento 3D. Esta técnica é chamada cristalografia de elétrons.